# 安德烈亞·卡西內利
安德烈亞·卡西內利（義大利語：Andrea Cassinelli，1993年9月2日—），義大利短道速滑運動員，他代表義大利隊參加了在中國北京舉行的2022年冬季奧林匹克運動會，並且在混合2000米接力比賽上獲得銀牌。